# سسنا ۱۷۰
سسنا ۱۷۰ (به انگلیسی: Cessna 170) یک هواگرد ساختِ کارخانهٔ سسنا در کشور ایالات متحده آمریکا است که در سال ۱۹۴۸-۱۹۵۶ ساخته شد. این هواگرد برای نخستین بار در ۱ ژوئن ۱۹۴۸ میلادی مورد استفاده قرار گرفت.